# International Hockey League (1929-1936)
L'International Hockey League (IHL) è stata una lega minore professionistica di hockey su ghiaccio che ha operato negli Stati Uniti e in Canada dal 1929 al 1936. Fu una diretta antenata della American Hockey League.

## Storia
La lega nacque dopo la scissione della Canadian Professional Hockey League in due leghe separate. Le squadre più ricche ed importanti crearono la IHL, per importanza un gradino sotto la National Hockey League. Al contrario le squadre minori mantennero il nome del campionato di CPHL, e per una stagione furono il campionato di sviluppo della IHL.
Al termine della stagione 1935-1936 tre squadre chiusero i battenti mentre due si fusero insieme, facendo calare il numero di franchigie iscritte a quattro, il numero minimo affinché la IHL potesse continuare ad operare. Le altre squadre si iscrissero alla Canadian-American Hockey League, anch'essa scesa di numero a sole quattro formazioni. Per unire le forze le due leghe crearono un campionato unico chiamato "International-American Hockey League" e suddiviso in due gironi separati, ognuno comprendente le squadre della IHL e della CPHL; le prime crearono la Western Division della I-AHL, mentre le squadre della Can-Am formarono la Eastern Division. I Buffalo Bisons, membri della IHL, dopo sole 11 partite della nuova stagione 1935-36 furono costretti alla chiusura riducendo il campionato della I-AHL a sole sette squadre fino al campionato 1938-39.
Con un incontro svoltosi a New York il 28 giugno 1938 le due leghe si fusero formalmente insieme sotto il nome di I-AHL. Dalla Eastern Amateur Hockey League in sostituzione dei Bisons dalla stagione successiva si aggiunsero gli Hershey Bears. Nel 1940 la lega mutò il proprio nome in "American Hockey League".

## Squadre
| Nome                      | Anni di attività | Storia                                                                                         |
| ------------------------- | ---------------- | ---------------------------------------------------------------------------------------------- |
| Buffalo Bisons            | 1929-1936        | provenienti dalla CPHL, in seguito si unirono alla IAHL                                        |
| Cleveland Falcons         | 1934-1936        | noti in precedenza come Cleveland Indians, in seguito si unirono alla IAHL                     |
| Cleveland Indians         | 1929-1934        | nata dalla fusione delle squadre della CPHL di Kitchener e Toronto, noti come Falcons dal 1934 |
| Detroit Olympics          | 1929-1936        | provenienti dalla CPHL, fusi con gli Shamrocks per formare i Pittsburgh Hornets nella IAHL     |
| Hamilton Tigers           | 1929-1930        | provenienti dalla CPHL, trasferiti a Syracuse                                                  |
| London Panthers/Tecumsehs | 1929-1936        | provenienti dalla CPHL, sciolti alla chiusura della IHL                                        |
| Niagara Falls Cataracts   | 1929-1930        | provenienti dalla CPHL                                                                         |
| Pittsburgh Shamrocks      | 1935-1936        | fusi con gli Olympics per formare i Pittsburgh Hornets nella IAHL                              |
| Pittsburgh Yellowjackets  | 1930-1932        |                                                                                                |
| Rochester Cardinals       | 1935-1936        | sciolti alla chiusura della IHL                                                                |
| Syracuse Stars            | 1930-1936        | acquisto e trasferimento degli Hamilton Tigers, in seguito si unirono alla IAHL                |
| Toronto Falcons           | 1929-1930        | giocatori provenienti dalla squadra CPHL di Kitchener                                          |
| Windsor Bulldogs          | 1929-1936        | provenienti dalla CPHL, sciolti alla chiusura della IHL                                        |